# Flavije Orest
Flavije Orest (ubijen 28. kolovoza 476.) je bio glavni zapovjednik vojske Zapadnog Rimskog Carstva 475. – 476. godine i otac cara Romula Augustula. 

## Mladost
Orest je bio po porijeklu plemić iz rimske Panonije. Kada je njegova provincija predana Hunima ušao je u službu Atile gdje je postao diplomat i sekretar. Nakon raspada Hunskog Carstva Orest se gubi iz povjesnih izvora sve do pojavljivanja na dvoru Julija Nepota koji ga nakon završetke mirovnih pregovora s Vizigotima postavlja za zapovjednika Zapadno Rimske vojske 475 godine namjesto Alvernije Ekdicija za kojeg se navodno pretpostavljalo da će se protiviti miru.

## Vladavina
Gotovo odmah po preuzimanju vojske Orest se okrenuo protiv svog dobročinitelja koji je morao pobjeći brodom u Dalmatiju kako bi spasio svoj život. S druge strane Orest 31. listopada 475. godine za novog cara proglašava svog sina Romula Augustula. To iskorištavanje građanskog rata u Istočnom Rimskom Carstvu za uzurpaciju nije moglo dugo potrajati i kada je tamo postao neupitan povratak zakonite vlasti barbarski vojnici "lojalni" Romulu Augustulu davaju u ljeto 476 godine ultimatum Orestu da im podjeli posjede u Italiji. Kako je taj ultimatum bio odbijen oni se bune 23. kolovoza 476. godine i proglašavaju svojim zapovjednikom generala Odoakera koji u bitci pobjeđuje i ubija Oresta, dok njegovog sina šalju u izgnanstvo. Nakon uspješne bune Odoakar će poslati izaslanstvo Istočnom caru kako bi on potvrdio prevrat.